# Fraser Black
Fraser Black es un personaje ficticio de la serie de televisión británica Hollyoaks que fue interpretado por el actor Jesse Birdsall del 8 de agosto de 2013 hasta el 22 de abril de 2014.

## Biografía
En abril del 2014 Fraser fue asesinado y su cuerpo fue encontrado por Tegan Lomax, poco después de su muerte la policía detiene a Tegan, ya que su cuerpo había sido encontrado en su auto, sin embargo es liberada cuando se encuentran nuevas pruebas.
La policía comienza a investigar el asesinato cuando se da cuenta de que Fraser tenía muchos enemigos en la villa: Trevor Royle (quien había descubierto que Fraser había matado a su padre), Joe Roscoe (por haberlo dejado para que muriera), Sandy Roscoe (quien había descubierto que Fraser era un criminal y había sido el responsable de lo que le había sucedido a su hijo Joe), Freddie Roscoe (quien había sido amenazado por Fraser con hacerle daño a su familia), Danny Lomax (quien había descubierto que él era el padre de Rosie), Ste Hay (quien había sido amenazado e incriminado por Fraser) y Sinead O'Connor (quien había descubierto que él había sido quien le había chocado y por su culpa ella no había llegado a tiempo a ver a su hija Katy antes de que muriera).
En julio de 2014 se revela que Freddie había sido el responsable del asesinato de Fraser.

## Asesinatos
Entre sus crímenes figuran:
| Fecha del Asesinato   | Personaje              | Causa |
| --------------------- | ---------------------- | --- |
| 21 de abril de 2014   | Superintendente Marlow | asesinado por Fraser                                                                                           |
| abril del 2014        | Detective Sykes        | asesinado por Fraser                                                                                           |
| 11 de febrero de 2014 | Jim McGinn             | murió luego de que Fraser lo acuchillara para evitar que le revelara a la policía la verdad sobre sus crímenes |
| -                     | Sidney Royle           | asesinado por Fraser                                                                                           |

### Víctimas a Salvo
Algunas de sus víctimas que lograron salir con vida:
- Tegan Lomax - Fraser ataca a Tegan cuando ella le pregunta sobre el asesinato del detective Sykes.[7]
- Ste Hay - Fraser intenta incriminar a Ste de haber chocado con Sinead O'Connor, cuando la policía inspecciona el coche encuentra el cuerpo de Syke atrás,[8] Fraser lo amenaza y Ste termina declarándose culpable del accidente y el asesinato.[9][10]
- Sinead O'Connor - Fraser choca el auto de Sinead O'Connor.
- Joe Roscoe - Fraser intentó matarlo para que él no le dijera a la policía que Grace lo había secuestrado, pero no lo logra y Joe se recupera, poco después Fraser intenta incriminar a Grace del asesinato.[11]
- Dodger Savage - Fraser lo amenaza con matarlo si no se aleja de Sandy.
- Clare Devine - Fraser la empujó de las escaleras cuando descubrió que estaba embarazada, por lo que Clare perdió al bebé.